# (10415) Mali Lošinj
(10415) Mali Lošinj (1998 UT15) – planetoida z pasa głównego asteroid okrążająca Słońce w ciągu 5,18 lat w średniej odległości 2,99 j.a. Odkryta 23 października 1998 roku.